# Tour du Condroz
Il Tour du Condroz era una corsa in linea maschile di ciclismo su strada che si svolse annualmente a Nandrin, in Belgio, dal 1959 al 1978.

## Storia
Le prime tre edizioni della gara, riservate unicamente agli indipendenti, si svolsero dal 1959 al 1961 sotto la denominazione Bruxelles-Nandrin. Nell'albo d'oro della competizione riservata ai professionisti, che consta invece di diciassette edizioni, dal 1962 al 1978, spiccano i successi di Eddy Merckx, Frans Verbeeck, Freddy Maertens, Joseph Bruyère e Victor Van Schil: a quest'ultimo spetta il record di successi, tre, nel 1962, 1970 e 1972.

## Albo d'oro
Aggiornato all'edizione 1978.
| Anno | Vincitore              | Secondo                | Terzo               |
| ---- | ---------------------- | ---------------------- | ------------------- |
| 1959 | René Vanderveken       | Flohimont Lucien       | René Beullens       |
| 1960 | Pierre Jacquemyns      | André Van Houtven      | Pierre Schmitz      |
| 1961 | Barthélémy Girard      | Frits Knoops           | Huub Zilverberg     |
| 1962 | Victor Van Schil       | Constant De Keyser     | Andre Bar           |
| 1963 | Martin Van Geneugden   | René Vanderveken       | Ludo Janssens       |
| 1964 | Michael Wright         | Martin Van Den Bossche | Marcel Janssens     |
| 1965 | Huub Harings           | Albert Lacroix         | Victor Van Schil    |
| 1966 | Pierre Vreys           | Roger Blockx           | Joseph Spruyt       |
| 1967 | Eddy Merckx            | Wim Schepers           | Willy In 't Ven     |
| 1968 | Jozef Huysmans         | Willy In 't Ven        | Michel Jacquemin    |
| 1969 | Michael Wright         | Winfried Bölke         | Edward Janssens     |
| 1970 | Victor Van Schil       | Joseph Bruyère         | Emiel Cambre        |
| 1971 | Guy Santy              | Francis Campaner       | André Doyen         |
| 1972 | Victor Van Schil       | Herman Beysens         | Herman Van Springel |
| 1973 | Freddy Maertens        | Marc Sohet             | Willy In 't Ven     |
| 1974 | Frans Verbeeck         | Ludo Van Staeyen       | Englebert Opdebeeck |
| 1975 | Christian Debuysschere | Jacques Martin         | Frans Van Looy      |
| 1976 | Jos Jacobs             | Michel Pollentier      | Walter Godefroot    |
| 1977 | Eddy Merckx            | André Dierickx         | Joseph Bruyère      |
| 1978 | Joseph Bruyère         | André Delcroix         | Willy In 't Ven     |